# Les Alternatifs
Les Alternatifs est un ancien parti politique français d'extrême gauche. Né en 1998 de la fusion de l'Alternative rouge et verte avec une minorité de la Convention pour une alternative progressiste, sa majorité fusionne dans Ensemble ! en 2015. Il se réclame de l'altermondialisme, avec comme « piliers » les solidarités, l'écologie, le féminisme et l'autogestion.
Ils sont issus de la rencontre de plusieurs sensibilités politiques de gauche :
- gauche autogestionnaire et alternative ;
- courants anti-bureaucratiques au sein du mouvement communiste ;
- écologie ancrée sur le terrain social.

À la dissolution, la minorité fonde Alternatives et autogestion puis participe à la fondation de Pour une écologie populaire et sociale.

## Orientations

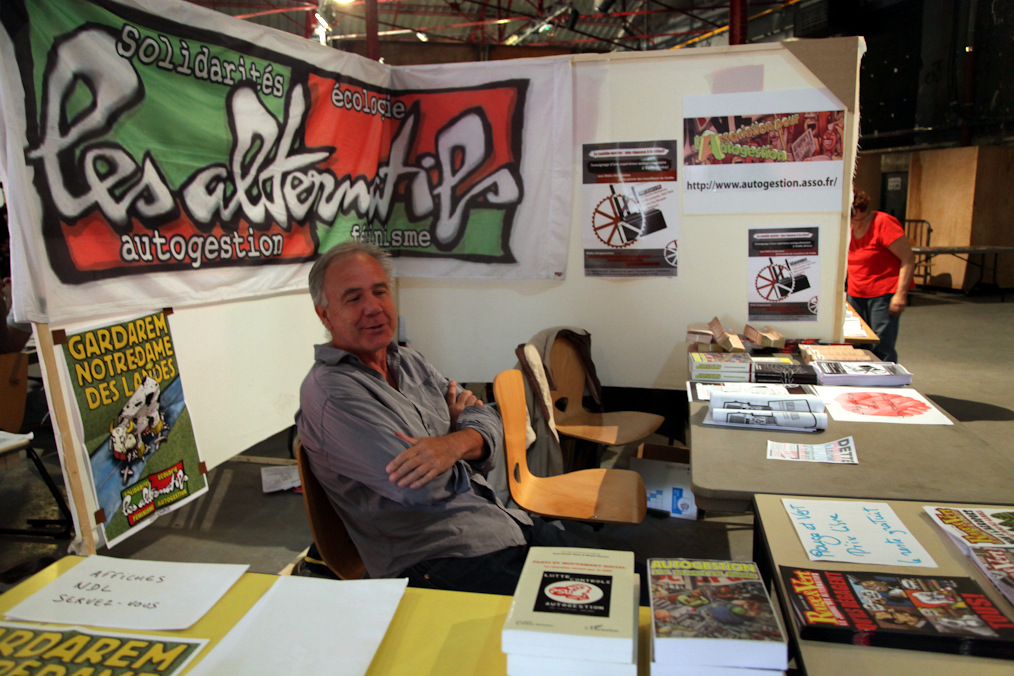
Stand des Alternatifs à la Foire à l'autogestion 2013.

Les Alternatifs souhaitent une union de la gauche antilibérale et ont participé aux collectifs du 29 mai qui ont rédigé la Charte antilibérale.
Pour l'élection présidentielle française de 2007, ils décident de soutenir une éventuelle candidature unique de la gauche du « non » au traité constitutionnel européen et qui se réclamerait de l'antilibéralisme, au sein des collectifs unitaires. Le 11 juillet 2006, les adhérents approuvent à 82,6 % une motion qui appelle à soutenir la candidature de José Bové.
Les Alternatifs continuent à participer à la démarche unitaire au sein des collectifs unitaires après les retraits successifs de la LCR et du PCF. Ils s'engagent ensuite dans la campagne pour la candidature de José Bové.
Les Alternatifs soutiennent en 2007 le mouvement Gauche alternative, label national des candidats aux législatives issus des comités unitaires et des ex-comités Bové.
Ils sont d'ailleurs partie prenante aux côtés des Communistes unitaires et des collectifs unitaires, ainsi que des courants de l'écologie radicale (le MAI, Écologie Solidaire, AlterEkolo, etc.) et de l'ADS (courant de Marcel Rigout), de la création d'une « Fédération » de militants et de forces de la gauche alternative, premier pas vers un rassemblement plus large de la gauche du « non » qu'ils souhaitent voir aboutir avec le processus lancé par l'appel de Politis.
En 2009, plusieurs stratégies s'opposent sur la question des européennes : une partie des militants pense qu'il ne faut pas se présenter à ces élections, étant donné que la gauche antilibérale n'est pas rassemblée (35 %), une autre partie des militants souhaite faire alliance avec le Nouveau Parti anticapitaliste (31 %), tandis qu'une dernière partie des militants souhaite faire alliance avec le Parti communiste français, la Gauche unitaire et le Parti de gauche dans le Front de gauche (30 %).
Lors d'un deuxième tour interne, les Alternatifs choisissent finalement de ne pas prendre part aux européennes (55 %) plutôt que de s'allier au NPA (41 %), du fait du « profond attachement des militants alternatifs à une unité telle que celle qui a permis de rejeter le TC en 2005 ».
Lors des élections régionales de 2010, Les Alternatifs sont partie prenante d'un accord national les liant au Front de gauche. Leurs candidats figurent à ce titre sur les listes « Ensemble pour des régions à gauche, solidaires, écologiques et citoyennes » constituées autour du Front de gauche dans plusieurs régions. Conformément à cet accord, Les Alternatifs ont pris la tête de la liste présentée dans la région Alsace. À l'issue des élections, un conseiller régional alternatif est élu en Île-de-France et participe à la constitution d'un groupe avec les élus du PG, en désaccord avec le PCF et les autres élus du Front de gauche qui souhaitaient participer à l'exécutif régional dirigé par le PS.
Fin 2011, Les Alternatifs refusent d'intégrer le Front de gauche et quittent la FASE qui, elle, en a fait la demande. Toutefois, les adhérents décident de soutenir la candidature de Jean-Luc Mélenchon à l'élection présidentielle de 2012 lors d'une consultation interne.
Le 18 novembre 2012, Les Alternatifs réunis en congrès approuvent majoritairement leur participation au Front de gauche et une démarche consistant à « contribuer à l’émergence d’un nouveau pôle rouge et vert »,.

## Fonctionnement interne
Ce mouvement n'a ni président, ni secrétaire général, mais un porte-parolat paritaire. En 2009, sont élus à ce poste Jean-Jacques Boislaroussie et Rachel Lafontaine.
Les Alternatifs défendent au sein même de leur organisation l'autogestion : les décisions sont prises par la coordination générale des fédérations départementales et des groupes locaux. L'exécutif, assuré par des bénévoles élus à la suite de chaque congrès (se réunissant tous les deux ans), gère uniquement les tâches techniques.
Il se réunit souvent sous forme « élargie » en s'ouvrant aux représentants des commissions thématiques de travail et des régions.

## Organisation de jeunesse
Chiche ! a été jusqu'en 2001 le mouvement de jeunesse commun aux Verts et aux Alternatifs.
À la suite de la décision des Jeunes Verts de faire scission pour créer leur organisation de jeunesse propre, Chiche ! a décidé de prendre son autonomie par rapport à toute organisation politique et a donc rompu ses liens organiques avec les Verts comme avec les Alternatifs.
Les jeunes Alternatifs s'organisent depuis dans le « rézo jeunes » (commission jeunes) et plusieurs groupes locaux se sont créés, comme les JAG (Gard), les AJT (Tarn) ou les JAP (région parisienne). D'autres sont en cours de création comme à Tours ou Angers.
Cette commission souhaite garder l'ambiguïté de constituer à la fois un lieu de rencontre et d'organisation de la jeunesse au sein des Alternatifs, tout en étant à la fois un lieu de réflexion ouvert à tous les âges afin de traiter des problématiques propres à la jeunesse.
Ils entretiennent des liens de travail avec la JOC, de par l'histoire et la proximité entre les prêtres ouvriers et le PSU dont les Alternatifs sont les héritiers.
Les jeunes Alternatifs sont en général impliqués dans des syndicats étudiants de lutte comme Solidaires étudiant-e-s (auparavant SUD Étudiant ou la FSE).

## Association de financement
Les Alternatifs et précédemment l'AREV, sont affiliés à une association de financement de partis politiques : Solidarité, écologie, gauche alternative (SEGA), qu'ils ont créée en 1993 avec notamment la CAP. Cette association sert également d'association de financement à d'autres groupes de la mouvance de la gauche alternative et écologiste tel les Motivé-e-s, l'ANPAG (Association pour de nouvelles perspectives à gauche), la Gauche alternative 2007, etc.

## Dissolution

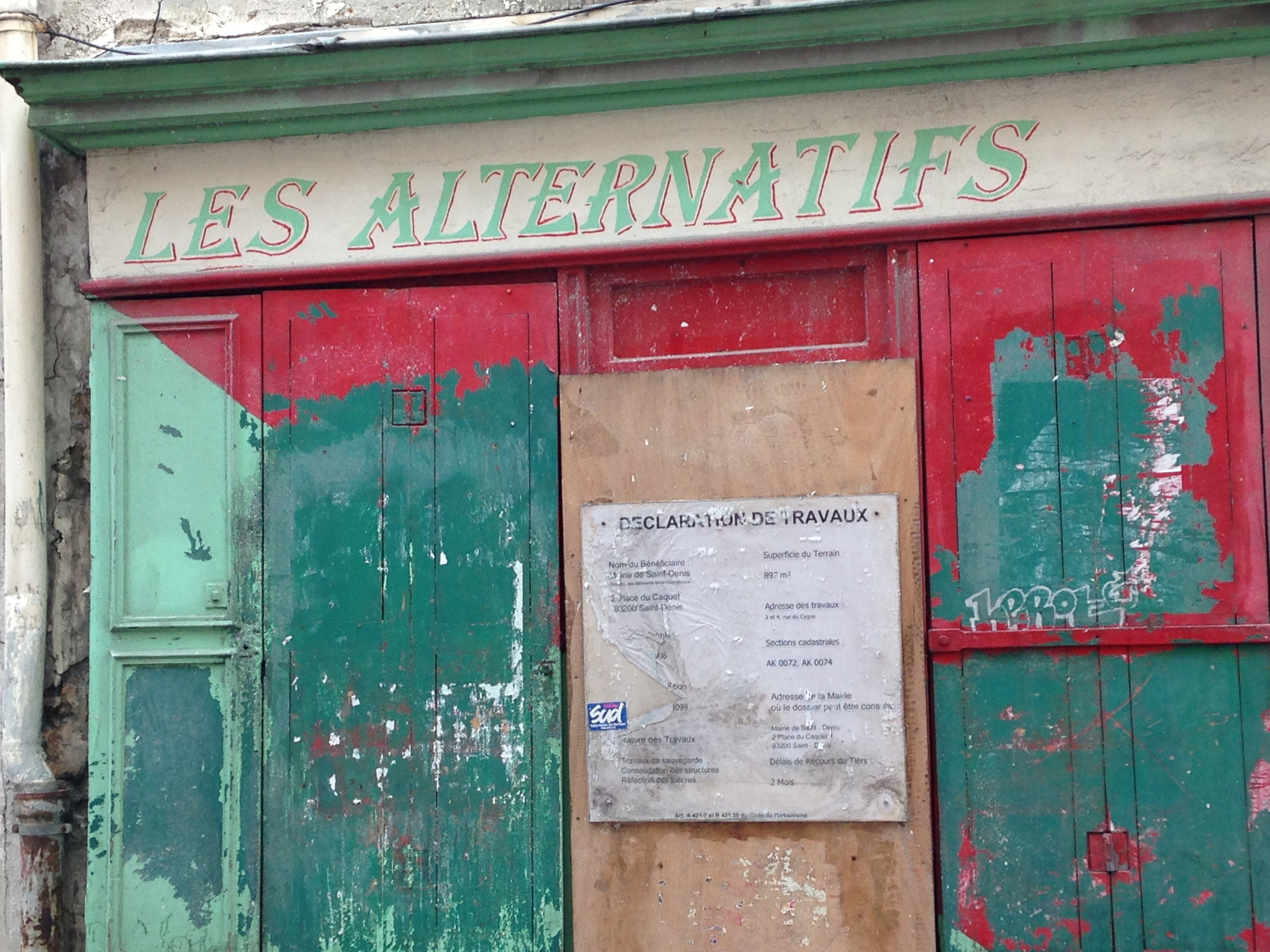
Ancien local des Alternatifs à Saint-Denis (Seine-Saint-Denis).

Le 15 mars 2015, le congrès des Alternatifs vote la dissolution du mouvement au sein de Ensemble !, une autre composante du Front de gauche. 65,42 % des inscrits votent pour la fusion, 30,55 % contre, et 4,03 % s’abstiennent.
La motion minoritaire forme alors le mouvement Alternatives et autogestion (AA) et plaide pour un projet autogestionnaire autonome. Elle édite le journal NRRV pour « Noir, rouge, vert, violet ». Elle fusionne en 2019 au sein du parti Pour une écologie populaire et sociale (PEPS) avec des dissidents d'Europe Écologie Les Verts, tout en conservant une existence indépendante.